# Бардовка
Ба́рдовка (рос. Бардовка, башк. Бардовка) — село у складі Кушнаренковського району Башкортостану, Росія. Входить до складу Матвієвської сільської ради.
Населення — 339 осіб (2010; 395 у 2002).
Національний склад:
- росіяни — 88 %